# Eugeniusz Kucharski
Eugeniusz Kucharski (ur. 12 grudnia 1880 w Drohobyczu, zm. 12 sierpnia 1952 w Toruniu) – polski historyk i teoretyk literatury.

## Życiorys
W 1901 ukończył C.K. Gimnazjum Arcyksiężniczki Elżbiety w Samborze (w jego klasie był m.in. Stanisław Łucki). Następnie odbył roczną służbę wojskową. W latach 1902–1906 odbył studia filologiczne na Uniwersytecie Franciszkańskim we Lwowie, jego wykładowcami byli wówczas Roman Pilat, Wilhelm Bruchnalski i Edward Porębowicz. W latach 1907–1908 studiował w Paryżu, Rzymie i Florencji. W latach 1908–1914 był nauczycielem języka polskiego i francuskiego w szkołach średnich w Tarnopolu, Stanisławowie i Lwowie. W 1909 obronił na Uniwersytecie Jana Kazimierza doktorat na temat Romantyzm w komediach Fredry.
W czasie I wojny światowej był oficerem w armii austriackiej, brał udział w oblężeniu Twierdzy Przemyśl. Od 1915 do 1917 przebywał w rosyjskiej niewoli w Ufie i Orenburgu. Po uwolnieniu z niewoli założył w Orenburgu polskie gimnazjum. W 1918 wrócił do Lwowa i do 1927 był nauczycielem szkół średnich. W 1921 uzyskał habilitację na podstawie rozprawy Fredro, a komedia obca. Stosunek do komedii włoskiej. Był nauczycielem języka francuskiego w XII Państwowym Gimnazjum we Lwowie, skąd w 1926 był urlopowany celem objęcia katedry literatury słowiańskiej na Uniwersytecie we Fryburgu w Szwajcarii. W 1928 otrzymał stanowisko profesora nadzwyczajnego, obejmując po Kasprowiczu Katedrę Literatury Porównawczej na UJK.
Był fredrologiem, profesorem historii porównawczej literatury polskiej, Uniwersytetu Jana Kazimierza we Lwowie, członkiem korespondentem Polskiej Akademji Umiejętności, członkiem czynnym (od 1921) i sekretarzem Wydziału Filologicznego Towarzystwa Naukowego we Lwowie i (od 1929) Polskiego Towarzystwa  Filozoficznego.
W czasie II wojny światowej brał udział w tajnym nauczaniu na poziomie uniwersyteckim. W latach 1940–1941 oraz 1944–1946 kierował Katedrą Literatury Polskiej na Uniwersytecie Iwana Franki. W 1946 zmuszony do wyjazdu ze Lwowa zamieszkał w Toruniu i kontynuował pracę naukową i dydaktyczną na Uniwersytecie Mikołaja Kopernika. W 1946 roku został powołany prowizorycznie na stanowisko profesora zwyczajnego w Katedrze Literatury, potem objął stanowisko kierownika Katedry Teorii Literatury i Literatury Porównawczej, które piastował do 1952 roku.

## Publikacje
- Fredro a komedja obca: stosunek do komedji włoskiej (1921)
- Między teorią a historią literatury (1986, wybór tekstów opracowany przez Artura Hutnikiewicza, ISBN 83-01-06363-7)